# 本庄八郎
本庄 八郎（ほんじょう はちろう、1940年8月31日 - ）は、日本の実業家。伊藤園代表取締役会長。兵庫県出身。

## 来歴
1963年に早稲田大学第一法学部を卒業し、翌年日本ファミリーサービス創業。
1966年、兄の本庄正則と共に、伊藤園の前身となるフロンティア製茶株式会社を静岡市神明町（現・静岡市葵区神明町）に設立（1969年に、株式会社伊藤園に商号変更）。
1987年代表取締役副社長、1988年に代表取締役社長に就任。
2009年5月1日、社長職を甥（兄、正則の長男）である本庄大介に譲り、自身は代表取締役会長に就任した。
公職としては、平安神宮崇敬会理事、茶道裏千家淡交会東京第三西支部学校茶道連絡協議会会長、少林寺拳法連盟顧問、今日庵理事、東京商工会議所特別顧問などの要職を務めた。